# Parque Nacional Banff
O Parque Nacional Banff é um parque nacional canadense e o mais velho do Canadá, estabelecido em 1885 nas montanhas rochosas. O parque está localizado a 110-180 km a oeste de Calgary, na província de Alberta, abrangendo cerca de 6641 km2, de terreno montanhoso, com inúmeras geleiras, campos de gelo, densas florestas de coníferas, e paisagens alpinas. O principal centro comercial do parque é a cidade de Banff, no vale do Rio Bow. O parque é um patrimônio mundial da Unesco.
A Canadian Pacific Railway foi instrumental nos primeiros anos de Banff, construindo o Hotel Banff Springs e o Château Lake Louise, atraindo turistas através de publicidade extensiva. Desde a década de 1960,  acomodações do parque têm sido abertas todos os anos, as visitas de turismo anuais em Banff aumentaram para cerca de 5 milhões a partir da década de 1990. Milhões de pessoas passam pelo parque através da Rodovia Trans-Canadá. Como Banff tem mais de três milhões de visitantes anualmente, a saúde de seu ecossistema tem sido ameaçada. Em meados da década de 1990, a organização e gestão Parks Canada respondeu iniciando um estudo de dois anos, que resultou em recomendações de gestão e novas políticas que visam preservar a integridade ecológica do local.
O Parque Nacional de Banff tem um clima subártico com três ecorregiões, incluindo montanas subalpinas e alpinas. As florestas são dominadas por pinheiros da espécie Pinus contorta em elevações mais baixas e pelo Abetos da espécie Picea engelmannii em pontos mais elevados, acima onde se encontra principalmente rochas e gelo. Espécies de mamíferos como ursos, pumas, glutões, alces e carneiros-selvagens são encontrados, juntamente com centenas de espécies de aves. Répteis e anfíbios também são encontrados, mas apenas um número limitado de espécies foram registradas no local. As montanhas são formadas por rochas sedimentares que foram empurradas para o leste e sobre estratos de rocha mais recentes, sendo estimada a sua idade entre 55 e 80 milhões de anos. Ao longo dos últimos milhões de anos, geleiras têm, por vezes, cobrindo a maior parte do parque, mas hoje são encontrados apenas nas encostas das montanhas, embora elas incluam o Campo de gelo Columbia, a maior massa glacial ininterrupta das Montanhas Rochosas. A erosão da água e do gelo esculpiu as montanhas em suas formas atuais.

## História
Ao longo de sua história, o Parque Nacional Banff foi moldado pela tensão entre os interesses dos conservacionistas e da exploração da terra. O parque foi estabelecido em 25 de novembro de 1885 como Banff Hot Springs Reserve, em resposta as reivindicações conflitantes sobre quem descobriu as fontes termais lá, e quem tinha o direito de desenvolver as fontes termais para os interesses comerciais. Os conservacionistas prevaleceram quando o primeiro-ministro John A. Macdonald reservou as fontes termais como uma pequena reserva protegida, que foi posteriormente expandida para incluir o Lago Louise e outras áreas que se estendem para o norte até o Campo de gelo Columbia.

### História Antiga

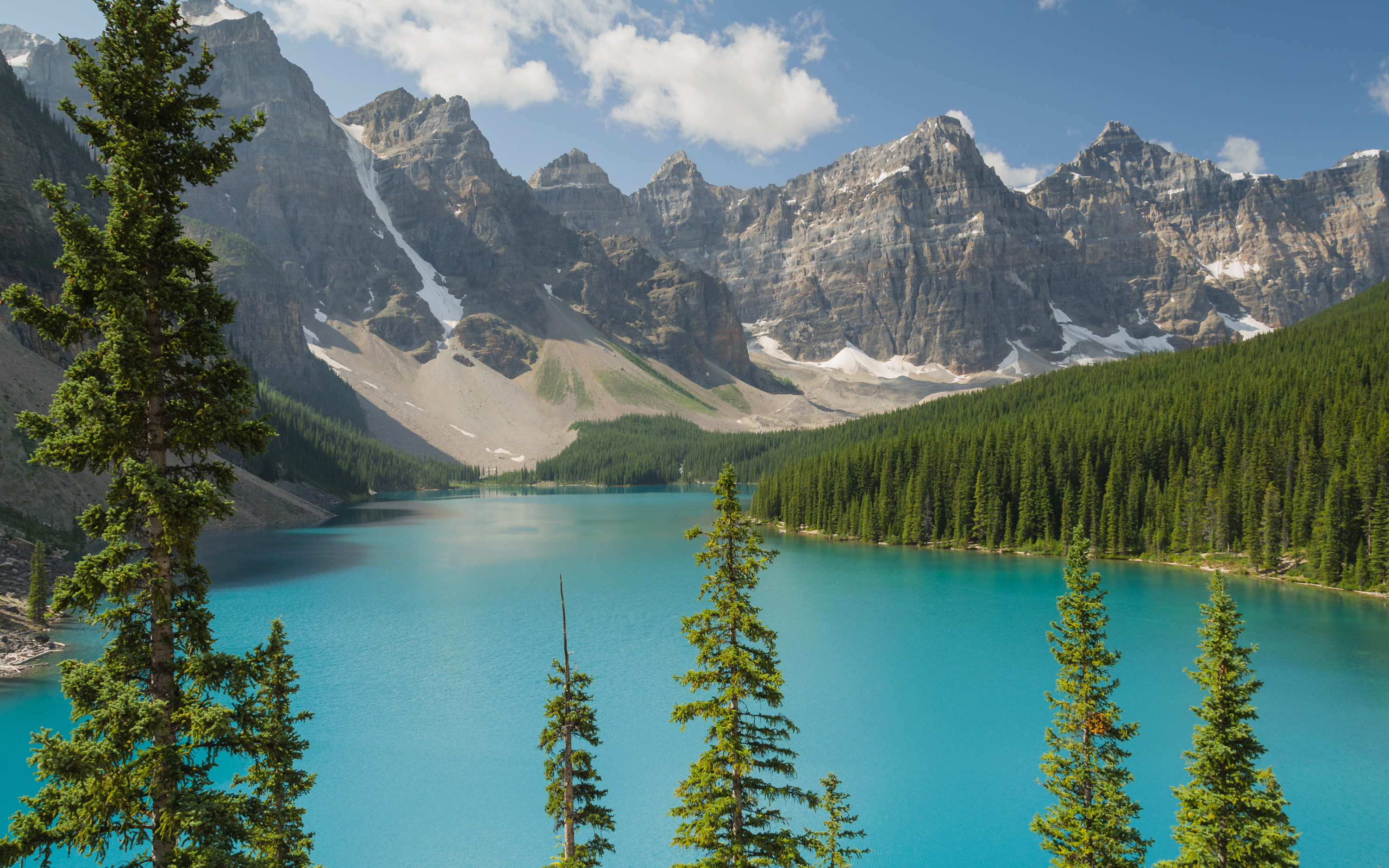
Parque nacional Banff.

Evidências arqueológicas encontradas nos lagos Vermilion indicam a primeira atividade humana em Banff a 10.300 A.P. Antes do contato europeu, vários indígenas, incluindo os Stoneys, Kootenay, Tsuu T'ina, Peigans, Siksika e a tribo Cree residiam na região onde caçavam bisões e outros animais.
Com a admissão da Colúmbia Britânica ao Canadá em julho de 1871, o Canadá concordou em construir uma ferrovia transcontinental. A construção do caminho-de-ferro começou em 1875, com a escolha dos vales Kicking Horse, para a passagem mais setentrional e as montanhas de Yellowhead, como rota adicional através das Montanhas Rochosas canadenses. Dez anos depois, em 7 de novembro de 1885, o último pico foi conduzido em Craigellachie na Colúmbia Britânica.

### Estabelecimento do Parque nas Montanhas Rochosas
Com as reivindicações conflitantes sobre descoberta de fontes termais em Banff, o primeiro-ministro John A. Macdonald decidiu criar uma pequena reserva de 26 quilômetros quadrados em torno das fontes termais em Cave and Basin como um parque público conhecido como Banff Hot Springs Reserve em 1885.
Em 23 de junho de 1887, o parque foi ampliado para 674 km² e foi renomeado para Rocky Mountains Park. Este foi o primeiro parque oficialmente nacional do Canadá, e o terceiro estabelecido na América do Norte, depois de Yellowstone e do Parque Nacional de Mackinac. A Canadian Pacific Railway construiu o Hotel Banff Springs e o Château Lake Louise para atrair turistas e aumentar o número de passageiros de trem.

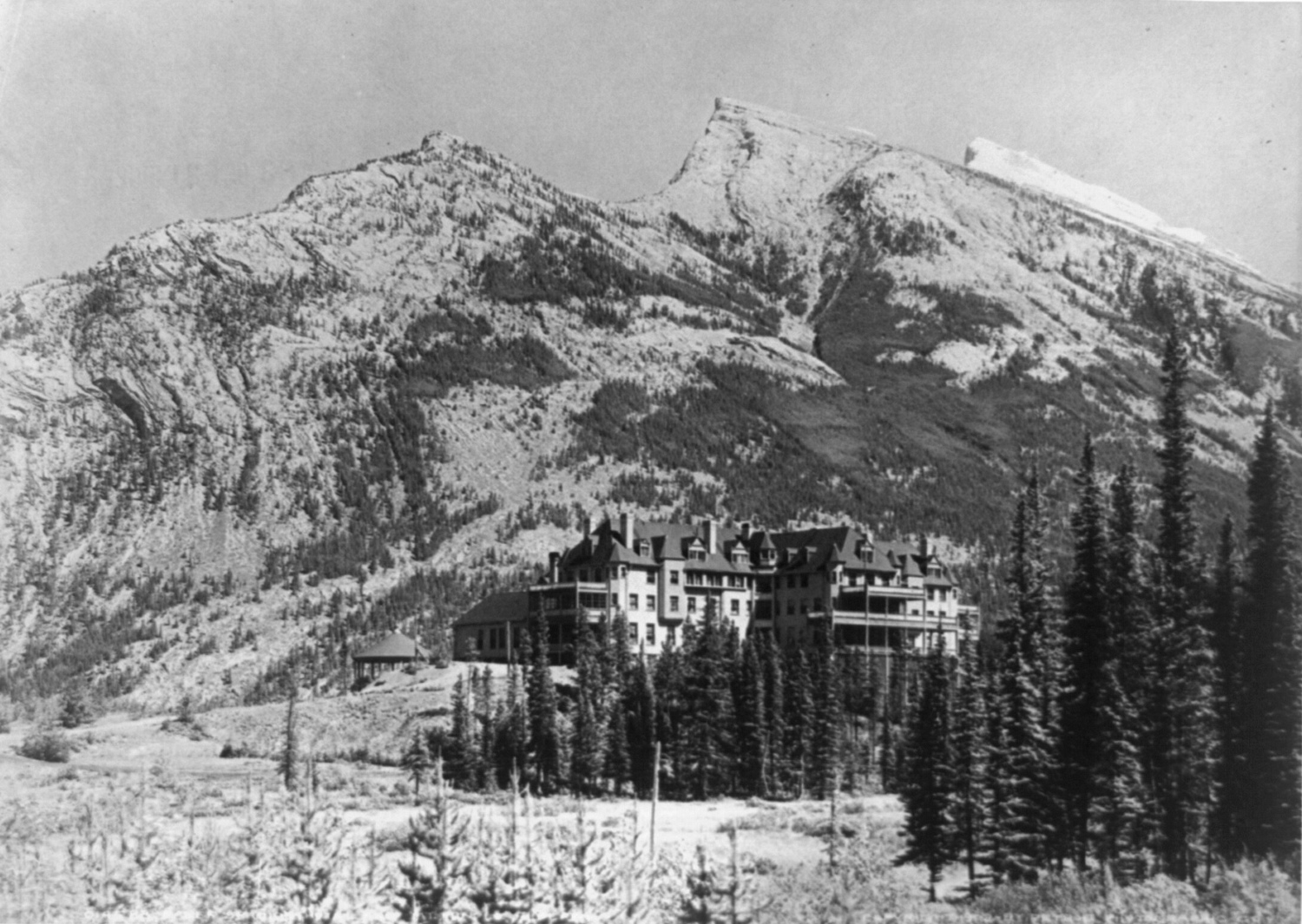
Hotel Banff Springs em 1902.

As primeiras nações de Stoney (Assiniboine) foram removidas do parque nacional de Banff entre os anos de 1890 e 1920. O parque foi projetado para atrair desportistas, e turistas. A política de exclusão atingiu os objetivos da caça esportiva, do turismo e da conservação de caça, bem como aqueles que tentavam "civilizar" os índios.
Logo no início, Banff era popular entre os turistas europeus e americanos ricos, os primeiros dos quais chegavam ao Canadá através de luxuosos transatlânticos, e após isso, continuavam para o oeste na estrada de ferro. Alguns visitantes participavam de atividades de montanhismo, muitas vezes contratando guias locais, e assim trazendo lucro para região. Os guias Jim e Bill Brewster fundaram uma das primeiras montadoras em Banff. A partir de 1906, o Clube Alpino do Canadá organizou escaladas, caminhadas e acampamentos no parque.

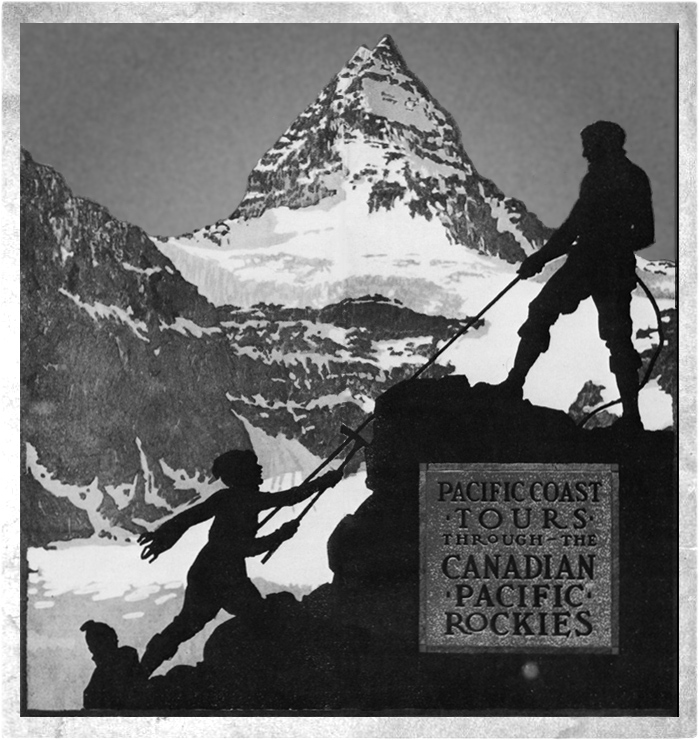
Folheto publicitário de 1917 da Canadian Pacific Railway, destacando o Monte Assiniboine e o cenário de Banff.

Em 1911, Banff já era acessível por automóvel a partir de Calgary. No início de 1916, os Brewsters passaram a oferecer excursões do ônibus em Banff. Em 1920, o acesso ao Lago Louise por estrada estava disponível, e a estrada de Banff-Windermere foi aberta em 1923 para conectar Banff com a Colúmbia Britânica.
Em 1902, o parque foi expandido para cobrir 11 400 km², abrangendo áreas ao redor do Lago Louise, dos rios Bow, Red Deer, Kananaskis e Spray. Curvando-se à pressão dos interesses de exploração, o tamanho do parque foi reduzido em 1911 para apenas 4 663 km², eliminando muitas áreas inferiores no oriente do parque. Os limites do parque mudaram várias vezes até 1930, quando a área de Banff foi fixada em 6 697 km², com a criação da Lei dos Parques Nacionais. A lei, que entrou em vigor em 30 de maio de 1930, também renomeou o parque para o nome atual: Banff National Park (Parque Nacional Banff). Com a construção de um novo portão leste em 1933, Alberta transferiu 0,84 km² para o parque. Isto, junto com outras mudanças menores nos limites do parque em 1949, ajustaram a área do parque para os atuais 6 641 km².

### Minerações
Em 1877, as Primeiras Nações da área assinaram o Tratado 7, que deu ao governo do Canadá o direito de explorar a terra em busca de recursos. No início do século 20, o carvão era extraído perto do Lago Minnewanka em Banff. Por um breve período, uma mina operou em Anthracite, mas foi fechada em 1904. A mina de Bankhead, na montanha Cascade, foi operada pela Canadian Pacific Railway de 1903 a 1922. Em 1926, a cidade foi desmantelada, com muitos edifícios transferidos para a cidade de Banff e em outros lugares.

### Campos de trabalho e internamento
Durante a Primeira Guerra Mundial, imigrantes da Áustria-Hungria, Alemanha e Ucrânia foram enviados para Banff para trabalhar em campos de concentração. O acampamento principal estava localizado em Castle Mountain e foi transferido para Cave and Basin durante o inverno. Muitas das primeiras infra-estruturas e construção de estradas foram feitas por homens de várias origens eslavas, embora os ucranianos constituíssem a maioria dos detidos em Banff. Placas históricas e uma estátua erguida pela Associação Ucraino-Canadense de Liberdades Civis comemoraram os internados em Castle Mountain e em Cave and Basin, onde um pavilhão interpretativo lidando com as primeiras operações nacionais de internamento do Canadá foi inaugurado em setembro de 2013.